# Дубовий Іван Васильович
Іва́н Васи́льович Дубовий — радянський військовик, генерал-майор танкових військ, Герой Радянського Союзу (1944).

## Життєпис
Народився в місті Старобільськ Харківської губернії. Походить з селянської родини. Закінчив церковно-приходську школу, ремісниче училище, працював помічником механіка на млині. З 1918 року — секретар повітового комітету комсомолу.
Учасник Громадянської війни в Росії 1918—1920, радянсько-фінської і Другої світової воєн.
В Червоній армії від липня 1919 року, 12-й окремий артилерійський дивізіон. Після поразки червоної навали під Варшавою інтернований у Східній Пруссії. З листопада 1920-го — на військовій службі, запасний полк 16-ї армії, згодом — писар у Старобільському військкоматі.
1921 року закінчив 7-мі севастопольські артилерійські курси, 1923-го — 5-ту харківську артилерійську школу. 1925-го закінчив Одеську артилерійську школу, 1928-го — курси вдосконалення керівного складу зенітної батареї в Севастополі, 1935-го — Військову академію механізації і моторизації Червоної армії.
З 1923 року — начальник розвідки та командир взводу, 19-та залізнична батарея. Від 1927-го — командир взводу, 34-й окремий артилерійський дивізіон, Баку. 1928 року — курсовий командир Севастопольської артилерійської школи. 1930-го зарахований слухачем до ленінградської Військово-технічної академії, 1932 року переведений у Військову академію механізації та моторизації.
1935 року після закінчення навчання спрямований для подальшої служби на Далекий Схід, начальник штабу танкового батальйону, 23-тя механізована бригада.
1937 роком — помічник начальника відділу, автобронетанкове управління штабу, Особлива Червонопрапорна Далекосхідна армія. З весни 1938 року — помічник начальника штабу, 8-ма механізована бригада, Білоруський військовий округ. З осені 1940 року — начальник штабу, 7-ма танкова дивізія.
Березнем 1941 року — начальник штабу 20-го механізованого корпусу (13-та армія західного округу). З першого дня брав участь у боях німецько-радянської війни — в Білорусі та на Смоленщині, виходив із оточення. З вересня 1941-го — начальник штабу 25-ї бригади, з вересня 1942 — командир, брав участь у боях за Москву.
Березнем 1942 року полковник Дубовий переведений на Кримський фронт, заступник з автобронетанкових військ командира 47-ї армії. Пережив катастрофічну Керченську операцію, втрати практичної усієї танкової техніки та важку евакуацію на Таманський півострів. У кінці травня 1942-го призначений начальником штабу 1-го механізованого корпусу, Калінінський та Степовий фронти. У грудні 1942-го брав участь в операції «Марс», корпус потрапив до оточення, виривався із боями. Весною 1943-го в складі Степового фронту корпус брав участь у битві на Курській дузі.
16 липня 1943 року представлений до звання генерал-майора танкових військ, з серпня — командир 7-го механізованого корпусу (5-та гвардійська танкова армія). Відзначився у бою за звільнення міста П'ятихатки 19 жовтня 1943-го, через кілька днів у боях за Кривий Ріг важкопоранений.
Після одужання у грудні 1943 року призначений командиром 16-го танкового корпусу.
У березні 1944 16-й танковий корпус під його орудою визволяв від нацистів Умань. За березень корпус Дубового подолав з боями 250 кілометрів та відзначився 26 березня у боях за місто Бєльці.
В одному з боїв особисто сів за кермо КВ, екіпаж в тому бою знищив 4 німецькі танки.
Протягом червня-серпня 1944-го корпус генерала Дубового брав участь у Білоруській операції в складі Першого Білоруського фронту, звільняв східні частини Польщі.
У серпні 1944 року відкликаний з фронту та призначений начальником Вищої офіцерської школи самохідної артилерії. Після закінчення Другої світової війни продовжив службу в РА.
З грудня 1946 року — замісник командира 18-ї гвардійської механізованої дивізії.
Від грудня 1947-го — начальник штабу Управління командуючого бронетанковими та механізованими військами Закавказького військового округу.
З червня 1949 року — старший викладач кафедри, Військова академія бронетанкових та механізованих військ.
З квітня 1954-го — начальник командного факультету заочного навчання Академії бронетанкових військ.
Від 1955 року — генерал-майор запасу. Проживав у місті Корольов, був депутатом міської ради, очолював партійну комісію при міськкомі.
Похований в закритому колумбарії Ваганьковського кладовища.

## Нагороди та вшанування
- Герой Радянського Союзу (11.3.1944)
- орден Леніна (11.3.1944)
- орден Леніна
- 3 ордени Червоного Прапора
- орден Червоної Зірки
- медалі та іноземні нагороди
- 2001 року встановлено пам'ятну дошку на будинку в місті Корольов, де жив Іван Дубовий